# Dirk Selleslagh
Dirk Selleslagh is een Belgisch redacteur en journalist.

## Biografie
Selleslagh doorliep zijn middelbaar onderwijs aan het Sint-Romboutscollege te Mechelen, vervolgens studeerde hij aan de Katholieke Universiteit Leuven.
In 1983 ging hij de slag bij de Belgische Radio- en Televisieomroep (BRT) als losse medewerker op de radioredactie. Hierop aansluitend werd hij werkzaam als communicatieverantwoordelijke bij de Bank Brussel Lambert (BBL) en in 1990 maakte hij de overstap naar De Financieel Economische Tijd. Vanaf februari 1999 leidde hij de redactie van de zakenzender Kanaal Z, een functie die hij uitoefende tot zijn ontslag in maart 2002. Hij werd in deze hoedanigheid opgevolgd door Johan Op de Beeck. 
Vervolgens werkte Selleslagh mee aan het economisch programma Het Vermogen op Canvas en was hij persattaché van de CD&V-fractie in de Senaat. Op 1 januari 2005 volgde hij Luc Rademakers op als hoofdredacteur van Metro. In maart 2006 werd hij in deze functie vervangen door Arnaud Dujardin en werd news manager bij Mediafin, uitgever van De Tijd en L'Echo.
In mei 2015 ontving hij samen met Wouter Van Driessche en Raphaël Cockx de Belfius-persprijs in de categorie 'digitale media' voor hun reeks "Modern minds. Kan uw hoofd de 21e eeuw aan?" en in mei 2016 samen met Wouter Van Driessche, Raphael Cockx, Maarten Lambrechts en Filip Ysenbaert voor de reeks De Gezondheidsrevolutie.